# Команданте-Фернандес (департамент)
Департамент Команданте-Фернандес  (исп. Departamento de Comandante Fernandez) — департамент в Аргентине в составе провинции Чако.
Территория — 1500 км². Население — 96944 человек. Плотность населения — 64,6 чел./км².
Административный центр — Пресиденсия-Роке-Саенс-Пенья.

## География
Департамент расположен в центральной части провинции Чако.
Департамент граничит:
- на севере — с департаментом Майпу
- на востоке — с департаментом Китилипи
- на юге — с департаментами О’Хиггинс, Сан-Лоренсо
- на западе — с департаментом Индепенденсия

## Административное деление
Департамент включает 1 муниципалитет:
- Пресиденсия-Роке-Саенс-Пенья

## Важнейшие населенные пункты[3]
| № | Населённый пункт             | Населённый пункт (исп.)      | Категория | Население чел. (2010) | На карте                        |
| - | ---------------------------- | ---------------------------- | --------- | --------------------- | ------------------------------- |
| 1 | Пресиденсия-Роке-Саенс-Пенья | Presidencia Roque Sáenz Peña | город     | 89882                 | 26°47′27″ ю. ш. 60°26′15″ з. д. |